# Diari Catalá
El Diari Catalá fue el primer diario escrito íntegramente en lengua catalana, fundado en Barcelona por Valentí Almirall el 4 de mayo de 1879. Con los títulos, también, de Lo Tibidabo (1879), La Veu de Catalunya (1880) y Lo Catalanista, salió hasta el 30 de junio de 1881 en que fue suspendido por Almirall cuando se enfrentó ideológicamente con Francisco Pi y Margall. Defendió el republicanismo federal e intentó formar consciencia catalanista. Daba información sobre lo que pasaba en las comarcas y pretendía actuar como portavoz de las clases populares.